# Ochropleura pseudogaster
Ochropleura pseudogaster là một loài bướm đêm trong họ Noctuidae.